# 小果鳞果星蕨
小果鳞果星蕨（学名：Lepidomicrosorium microsorioides），为水龙骨科鳞果星蕨属下的一个植物种。